# 千葉健司
千葉 健司（ちば けんじ、1956年（昭和31年）9月25日 - ）は、日本の政治家。宮城県元・栗原市長（1期）。元・栗原市議会議員（1期）。

## 来歴
宮城県栗原市出身。祖父の千葉秋男も父の千葉徳穂もそれぞれ、築館町（2005年4月1日に9町村と合併し栗原市となる）の町長を務めた。築館町立築館中学校（現・栗原市立築館中学校）卒業。1975年（昭和50年）3月、宮城県築館高等学校卒業。1980年（昭和55年）3月、國學院大學法学部卒業。銀行に勤務。
2009年（平成21年）、栗原市議会議員に初当選。
2013年栗原市長選挙
2013年（平成25年）2月に市議を辞任。同年4月21日に行われた市長選挙に立候補するも、現職の佐藤勇に敗れる。
※当日有権者数：62,535人 最終投票率：72.67%（前回比：-11.74pts）
| 候補者名 | 年齢 | 所属党派 | 新旧別 | 得票数   | 得票率 | 推薦・支持 |
| -------- | ---- | -------- | ------ | -------- | ------ | ---------- |
| 佐藤勇   | 70   | 無所属   | 現     | 25,534票 | 57.33% |            |
| 千葉健司 | 56   | 無所属   | 新     | 19,001票 | 42.67% |            |

2017年栗原市長選挙
2016年（平成28年）11月、任期満了に伴う市長選に再び立候補する意思を固める。2017年（平成29年）の市長選挙は、佐藤勇市長から後継指名された前副市長の佐藤智との一騎打ちとなった。千葉と佐藤は築館中学校、築館高校の元同級生であったため、地区住民ら「地盤」が重なる選挙戦となった。自民党は市内9支部で両者の支持が拮抗したため、党県連は自主投票とすることを決めた。4月23日に投票が行われ、千葉が42票差の激戦を制し初当選を果たした。
※当日有権者数：60,234人 最終投票率：70.13%（前回比：-2.54pts）
| 候補者名 | 年齢 | 所属党派 | 新旧別 | 得票数   | 得票率 | 推薦・支持 |
| -------- | ---- | -------- | ------ | -------- | ------ | ---------- |
| 千葉健司 | 60   | 無所属   | 新     | 20,791票 | 50.05% |            |
| 佐藤智   | 60   | 無所属   | 新     | 20,749票 | 49.95% |            |

2021年栗原市長選挙
再選を目指したが前回僅差で下した佐藤智に敗れ落選した。
※当日有権者数：56,611人 最終投票率：68.74%（前回比：-1.39pts）
| 候補者名 | 年齢 | 所属党派 | 新旧別 | 得票数   | 得票率 | 推薦・支持 |
| -------- | ---- | -------- | ------ | -------- | ------ | ---------- |
| 佐藤智   | 64   | 無所属   | 新     | 19,973票 | 51.93% |            |
| 千葉健司 | 64   | 無所属   | 現     | 18,489票 | 48.07% |            |

2025年栗原市長選挙
返り咲きを目指したが現職の佐藤智に敗れ落選した。
※当日有権者数：52,296人 最終投票率：67.67%（前回比：-1.07pts）
| 候補者名 | 年齢 | 所属党派 | 新旧別 | 得票数   | 得票率 | 推薦・支持 |
| -------- | ---- | -------- | ------ | -------- | ------ | ---------- |
| 佐藤智   | 68   | 無所属   | 現     | 18,720票 | 53.35% |            |
| 千葉健司 | 68   | 無所属   | 元     | 16,198票 | 46.65% |            |